# Evan Ravenel
Evan Matthew Ravenel (ur. 24 listopada 1989 w Tampie) – amerykański koszykarz, występujący na pozycji skrzydłowego, aktualnie zawodnik Kumamoto Volters.
W sezonie 2014/15 reprezentował barwy Polpharmy Starogard Gdański.

## Osiągnięcia
- Mistrz:
  - UBA (2013)[2]
  - Japonii (2016)
- Uczestnik rozgrywek EuroChallenge (2013/14)[3]